# شهسوار (پروانه)
شهسوار (پروانه) (نام علمی: Lebadea martha) نام یک گونه از سرده پروانه‌های شهسوار است.